# Muzyka bożonarodzeniowa

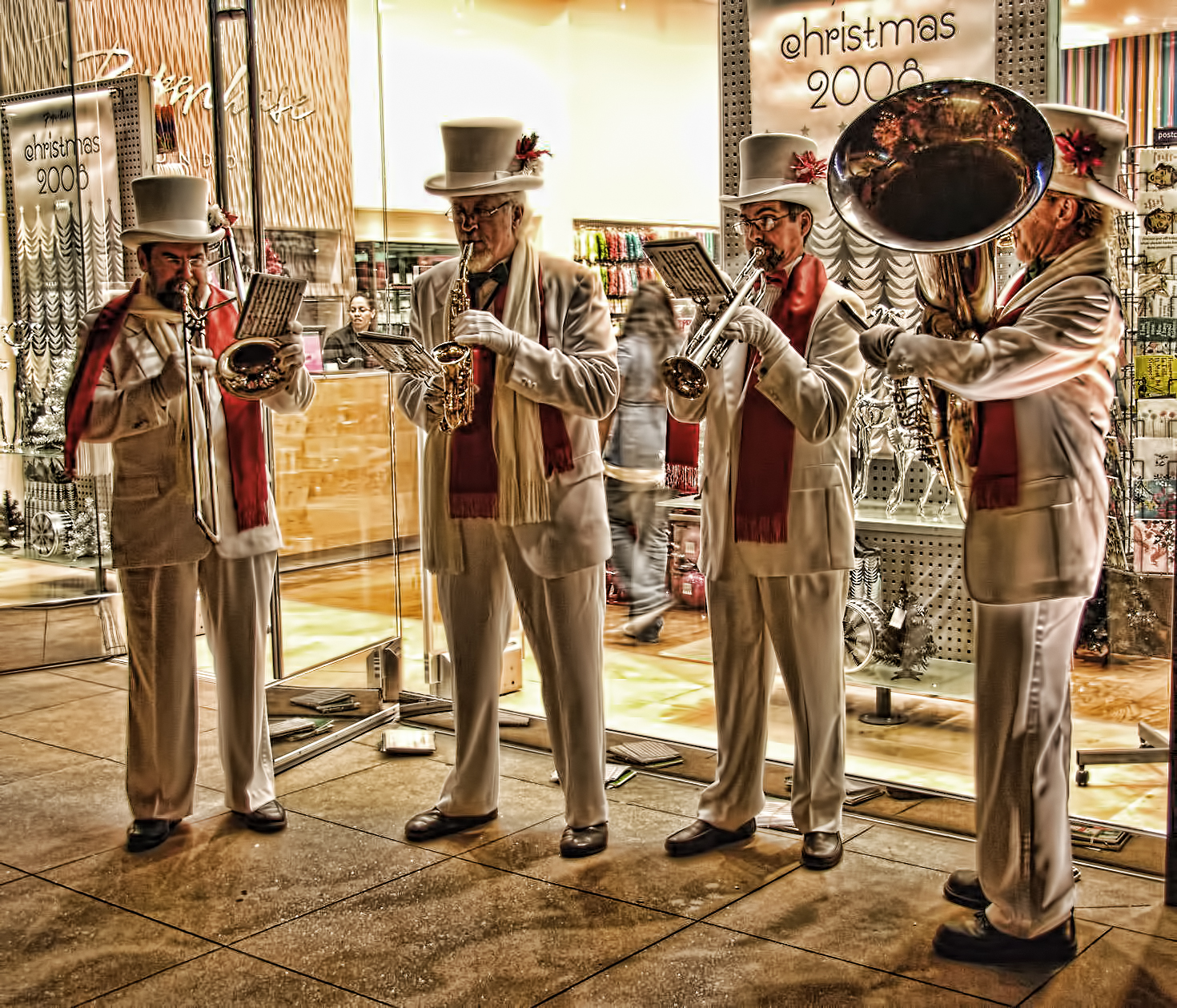
Zespół muzyczny wykonujący muzykę bożonarodzeniową w Glendale w Kalifornii (2008).

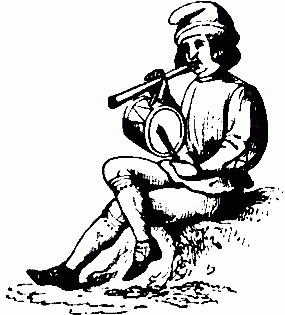
Świąteczny minstrel grający na piszczałce i taborze.

Muzyka bożonarodzeniowa – muzyka związana tematyką ze świętami Bożego Narodzenia i zimą.

## Historia

### Początki
Najstarsze pieśni, litanie i hymny były po łacinie i były one przeznaczone do stosowania w liturgii kościelnej, a nie wykonywane jako piosenki popularne.

### Czasy późniejsze
Podczas istnienia republiki Anglii, za panowania Olivera Cromwella, Parlament Kadłubowy wydał zakaz wykonywania kolęd i uznał je jako pogańskie i grzeszne. W maju 1660, Karol II przywrócił Stuartów na tron, dzięki czemu ludzie w Anglii po raz pierwszy po przerwie mogli publicznie śpiewać kolędy, w ramach odrodzenia chrześcijańskich zwyczajów. W 1833 William Sandys wydał Christmas Carols Ancient and Modern, w której po raz pierwszy pojawiły się w druku teksty kolęd.

### Muzyka świąteczna a marketing
W wielu sklepach, centrach handlowych i marketach, muzyka bożonarodzeniowa jest odtwarzana i grana długo przed świętami. Ma to na celu zwiększenia popytu. W USA muzyka świąteczna nieraz jest odtwarzana już od Dnia Dziękczynienia.

## Tradycyjne kolędy
Utwory, które są tradycyjnymi utworami muzyki świątecznej, często nazywane są kolędami. Oto lista najbardziej znanych tradycyjnych kolęd:

- „Adeste Fideles”
- „Anioł pasterzom mówił”
- „Bóg się rodzi, moc truchleje”
- „Cicha noc”
- „Coventry Carol”
- „Ding Dong Merrily on High”
- „Dzisiaj w Betlejem”
- „Gdy się Chrystus rodzi”
- „Gdy śliczna Panna”

- „In dulci jubilo”
- „Joy to the World”
- „Lulajże, Jezuniu”
- „Przybieżeli do Betlejem”
- „Słuchaj, brzmi aniołów pieśń”
- „Tryumfy Króla Niebieskiego”
- „W żłobie leży”
- „Wśród nocnej ciszy”

## Popularne piosenki świąteczne
Ostatnio popularne stały się piosenki świąteczne, często rozsławiane przez film lub inne media rozrywkowe, nie mają tematyki czysto religijnej, więc nie kwalifikuje się ich jako kolędy. Archetypowym przykładem jest „White Christmas” z 1942 roku.

### Najpopularniejsze utwory muzyki świątecznej (Stany Zjednoczone)
Według Amerykańskiego Stowarzyszenia Kompozytorów, Autorów i Wydawców w roku 2006. Oto lista 25 najczęściej wykonywanych piosenek muzyki świątecznej przez pierwsze pięć lat XXI wieku (badane w tylko w USA):
1. „The Christmas Song”  – Mel Tormé, Robert Wells
2. „Have Yourself a Merry Little Christmas” – Ralph Blane, Hugh Martin
3. „Winter Wonderland” – Felix Bernard, Richard B. Smith
4. „Santa Claus Is Comin' to Town” – J. Fred Coots, Haven Gillespie
5. „White Christmas” – Irving Berlin
6. „Let It Snow! Let It Snow! Let It Snow!” – Sammy Cahn, Jule Styne
7. „Jingle Bell Rock” – Joseph Carleton Beal, James Ross Boothe
8. „The Little Drummer Boy” – Katherine K. Davis, Henry V. Onorati, Harry Simeone
9. „Sleigh Ride” – Leroy Anderson, Mitchell Parish
10. „Rudolph the Red-Nosed Reindeer” – Johnny Marks
11. „It’s the Most Wonderful Time of the Year” – Edward Pola, George Wyle
12. „I’ll Be Home for Christmas” – Walter Kent, Kim Gannon, Buck Ram
13. „Silver Bells” – Jay Livingston, Ray Evans
14. „Rockin’ Around the Christmas Tree” – Johnny Marks
15. „Feliz Navidad” – José Feliciano
16. „Blue Christmas” – Billy Hayes, Jay W. Johnson
17. „Frosty the Snowman” – Steve Nelson, Walter E. Rollins
18. „A Holly Jolly Christmas” – Johnny Marks
19. „It’s Beginning To Look a Lot Like Christmas” – Meredith Willson
20. „I Saw Mommy Kissing Santa Claus” – Tommie Connor
21. „Here Comes Santa Claus” (Right Down Santa Claus Lane) – Gene Autry, Oakley Haldeman
22. „Carol of the Bells” – Peter J. Wilhousky, Mykola D. Leontovych
23. „Do They Know It’s Christmas? (Feed the World)” – Midge Ure, Bob Geldof
24. „(There’s No Place Like) Home for the Holidays” – Bob Allen, Al Stillman
25. „Santa Baby” – Joan Ellen Javits, Philip Springer, Tony Springer i Fred Ebb

Do utworów świątecznych rozpowszechnionych przez filmy należą między innymi: „White Christmas” z filmu pt. Gospoda świąteczna (1942), „Have Yourself a Merry Little Christmas” z Spotkamy się w St. Louis (1944) i „Silver Bells” z The Lemon Drop Kid (1950).

### Najpopularniejsze utwory muzyki świątecznej (Wielka Brytania)
Według PRS for Music do pierwszej dziesiątce najczęściej odtwarzanych utworów bożonarodzeniowych w Wielkiej Brytanii w roku 2010 należą:
1. „All I Want for Christmas Is You” – Mariah Carey
2. „Last Christmas” – Wham!
3. „Fairytale of New York” – Kirsty MacColl, The Pogues
4. „Do They Know It’s Christmas?” – Band Aid
5. „Merry Xmas Everybody” – Slade
6. „White Christmas” – Louis Armstrong
7. „Driving Home for Christmas” – Chris Rea
8. „Merry Christmas Everyone” – Shakin’ Stevens
9. „Mistletoe and Wine” – Cliff Richard
10. „Walking in the Air” – Aled Jones

W poprzednich listach piosenek z 2009 i 2008 pojawiły się takie utwory jak: „Stop the Cavalry” – Jona Lewie, „Santa Claus Is Comin' to Town” – Bruce Springsteen, „I Wish It Could Be Christmas Every Day” – Wizzard, „Step into Christmas” – Elton John, „Lonely This Christmas” – Mud, czy „White Christmas” wykonania Bing Crosby.

## Dodatkowa lektura
- „Seasonal Songs With Twang, Funk and Harmony”, New York Times, 26 listopada, 2010.
- Stories Behind The Best-Loved Songs Of Christmas autorstwa Ace Collins, 160 strona, ISBN 0-7624-2112-6, 2004.
- The International Book of Christmas Carols autorstwa W. Ehret i G. K. Evans, Stephen Greene Press, Vermont, ISBN 0-8289-0378-6, 1980.
- Victorian Songs and Music autorstwa Olivia Bailey, Caxton Publishing, ISBN 1-84067-468-7, 2002.
- Spirit of Christmas: A History of Our Best-Loved Carols autorstwa Virginia Reynolds i Lesley Ehlers, ISBN 0-88088-414-2, 2000.
- Christmas Music Companion Fact Book autorstwa Dale V. Nobbman, ISBN 1-57424-067-6, 2000.
- Joel Whitburn presents Christmas in the charts, 1920–2004 autorstwa Joel Whitburn, ISBN 0-89820-161-6, 2004.